# Ана Бендераћ
Ана Бендераћ, (Требиње, 25. јануар 1977) је српска шахисткиња, велемајстор (2004) и ФИДА тренер (2018)

## Биографија
Гимназију је завршила у родном граду, а Вишу тренерску школу у Новом Саду. Била је пионирска првакиња Југославије (1990) и двапут омладинска првакиња СРЈ (1994. и 1996). Вишеструка је првакиња Републике Српске. Више пута наступала је за репрезентацију Србије. 
Побједница је Велемајсторског турнира у Београду (1996. и 2009). Била је члан екипе Шаховског клуба "Гоша" (Смедеревска Паланка), која је у Купу европских шампиона (Опатија, 1997) освојила прво мјесто. Редовно наступа и за ШК "Леотар" (Требиње), са којим је више пута освајала екипно првенство Републике Српске. Тренутно ради као тренер Шаховског клуба "Топличанин" (Прокупље).
Најбољи пласман на листи Свјетске шаховске федерације имала је 2008. са 2.334 бода. Именована је 2010. за селектора женске шаховске репрезентације Србије.